# Gahbergkapelle

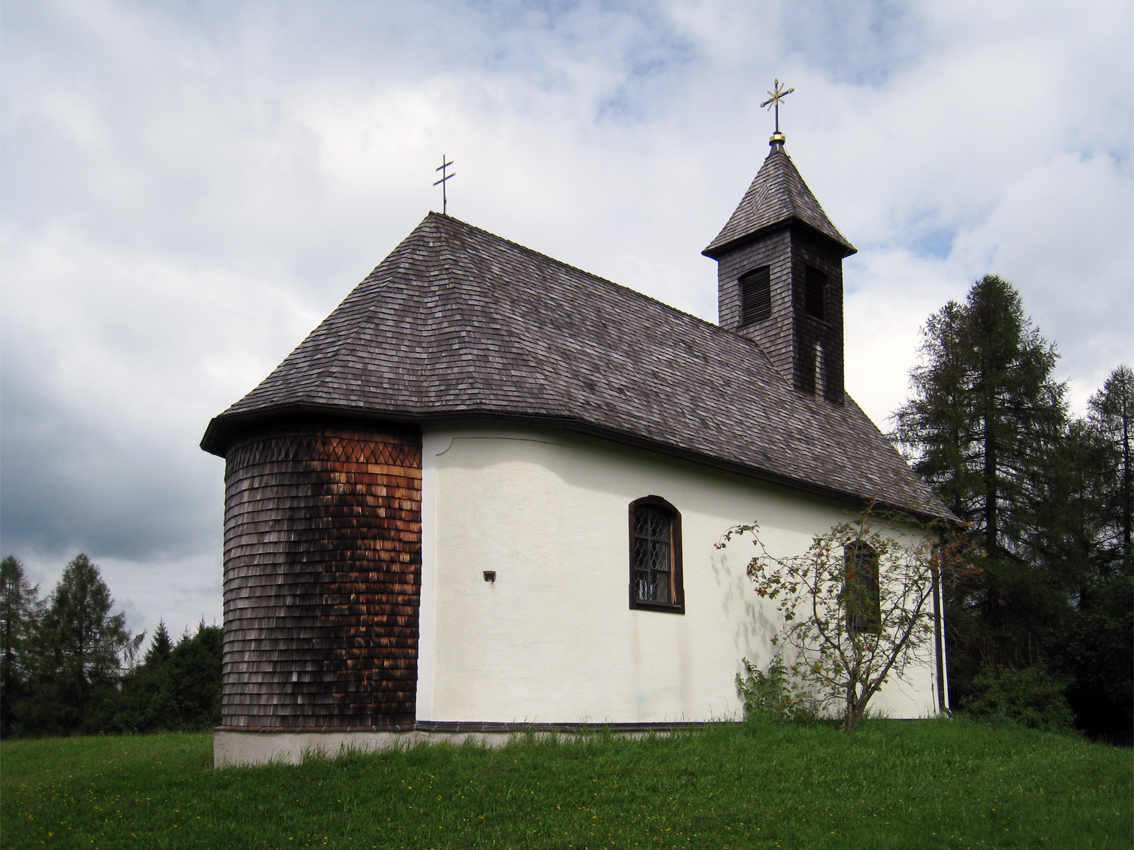
Die Gahbergkapelle in Weyregg am Attersee

Die Gahbergkapelle ist eine kleine Kirche auf dem Gipfel des steil abfallenden Gahbergs (864 m ü. A.) in der Gemeinde Weyregg am Attersee im Bezirk Vöcklabruck, Oberösterreich. Die Kapelle ist der Heiligsten Dreifaltigkeit geweiht und untersteht der röm.-kath. Pfarre Weyregg am Attersee im Dekanat Schörfling.

Die Kapelle steht unter Denkmalschutz. 300 Meter westlich befindet sich die Sternwarte Gahberg des regionalen Astrovereins.

## Geschichte
Seit Anfang des 18. Jahrhunderts steht auf dem Gipfel des Gahberges eine Kapelle. Sie wurde aus einem Gelöbnis heraus errichtet, jedes Jahr eine Bittprozession auf den Gahberg machen, nachdem Regen und Hagel sieben Jahre hintereinander die Ernte der Weyregger vernichtet hatten. Dreimal im Jahr  veranstaltet die Pfarre Weyregg Wallfahrten auf den Gahberg: Am Freitag nach Christi Himmelfahrt, am Dreifaltigkeitssonntag sowie am 10. Juli, dem Gelöbnistag der Pfarre Weyregg.
Die erste, aus Holz errichtete, Kapelle brannte 1951 durch einen Blitzschlag ab. Im selben Jahr wurde mit dem Wiederaufbau begonnen. 1986 wurden die Eternitschindeln durch Lärchenschindeln ersetzt.

## Architektur und Ausstattung
Der kleine Holzaltar in der Kapelle war ursprünglich der Herz Jesu-Altar der Pfarrkirche Weyregg.
Auf derselben Erhebung befindet sich auch die von Hobbyastronomen errichtete  Sternwarte Gahberg.